# Nicolás Herrera Oreggia
Nicolás Jorge Herrera Oreggia (Montevideo, Uruguay, 23 de abril de 1957) es un abogado, escribano y político uruguayo, quien se desempeñó como subsecretario (viceministro) del Ministerio de Economía y Finanzas entre 1990 y 1991.

## Primeros años
Nació en Montevideo el 23 de abril de 1957. 
Cursó estudios en la Facultad de Derecho de la Universidad de la República, donde se graduó como escribano y abogado, prestando juramento como tales en diciembre de 1980 y en febrero de 1981 respectivamente.

## Actividad profesional y docente
Entre 1982 y 1983 trabajó en Nueva York para la firma Shearman & Sterling.
Ha ejercido su profesión como abogado en el estudio jurídico uruguayo Guyer&Regules, del que fue socio principal y luego socio senior, especializándose en derecho comercial, societario, bancario y de valores.
Ha integrado el Cuerpo Arbitral del Centro de Conciliación y Arbitraje, Corte de Arbitraje Internacional para el MERCOSUR, de la Bolsa de Comercio.
Se desempeñó como profesor de Derecho comercial en la Universidad Católica del Uruguay.

## Subsecretario de Economía y Finanzas
El 1° de marzo de 1990 el nuevo presidente Luis Alberto Lacalle y su ministro de Economía y Finanzas Enrique Braga designaron a Herrera como subsecretario de dicha cartera.
Ocupó el cargo durante el lapso de un año casi exacto, siendo sucedido en marzo de 1991 por Javier de Haedo.

## Otras actividades
Entre otros cargos en la actividad privada, fue Presidente del Directorio de la Cámara de Comercio Uruguay-Estados Unidos entre 2001 y 2004.
Integra el Directorio de DESEM Jóvenes Emprendedores.y de la Comisión Fulbright.
También ha integrado el Consejo Directivo de CERESy es miembro de YPO/WPO (Young Presidents’ Organization y World Presidents’ Organization).
Ejerce la presidencia de la Fundación Impulso,creadora del liceo del mismo nombre en el año 2013.
Es igualmente miembro de la Sociedad Mont Pelerin.

## Vida personal
Es hijo de Nicolás Ricardo Herrera Mac Lean Sanguinetti y de Elsa Oreggia Coppetti, quienes se casaran en 1955.Es descendiente por línea directa paterna de Nicolás Herrera y de Manuel Herrera y Obes.
Contrajo matrimonio en 1981 con María Mercedes Otero,con quien tuvo cuatro hijas, Macarena, Carolina, Andrea y Pilar Herrera Otero. 
Tras divorciarse, en 2008 se casó en segundas nupcias con Daniela Armas.